# Physacanthus
- Commons
- Wikispecies

Physacanthus, segundo o Sistema APG II, é um género botânico pertencente à família Acanthaceae, natural das regiões tropicais da África.

## Espécies
Apresenta seis espécies:
- Physacanthus batanganus
- Physacanthus cylindricus
- Physacanthus inflatus
- Physacanthus lucernarius
- Physacanthus nematosiphon
- Physacanthus talbotii
- «Lista das espécies»

## Nome e referências
Physacanthus George Bentham , 1876

## Classificação do gênero
| Sistema | Classificação                       | Referência            |
| ------- | ----------------------------------- | --------------------- |
| APG II  | Ordem Lamiales, família Acanthaceae | APweb, versão 9, 2008 |